# 愛德華·豪伊，巴爾伊埃德蒙男爵
愛德華·恩達·豪伊，巴爾伊埃德蒙男爵，OBE（1944年1月5日—2014年3月13日）是北愛爾蘭的企業家及政治人物。其個人財產估計達7.8億歐元，是北愛爾蘭最富有的人，也是愛爾蘭250名最富有人物名單中的第9名及英國富豪榜排行第132。

## 背景
愛德華·豪伊1944年出生於愛爾蘭勞斯郡鄧多克北部的基爾庫里，並在鄧多克的基督教兄弟會接受教育。1972年他和瑪麗·古登·楊（英語：Mary Gordon Young）結婚，育有2子1女。
豪伊在1960年代時用4年移民到英國，但1968年就回家並創辦了一家獸醫藥品製造業務的公司。
2014年3月13日，愛德華·豪伊被發現在諾福克郡的豪伊航空阿古斯特維斯特蘭AW139墜機事件與其他三名機員一同罹難。

## 外部連結
- Norbrook 官方網頁 （页面存档备份，存于）